# سول بلوم
سول بلوم (بالإنجليزية: Sol Bloom)‏ هو سياسي أمريكي، ولد في 9 مارس 1870 في بيكين في الولايات المتحدة، وتوفي في 7 مارس 1949 في واشنطن العاصمة في الولايات المتحدة. حزبياً، نشط في الحزب الديمقراطي. وقد انتخب عضو مجلس النواب الأمريكي.

## روابط خارجية
- سول بلوم على موقع مونزينجر (الألمانية)
- سول بلوم على موقع ميوزك برينز (الإنجليزية)